# Panaetius van Rodos

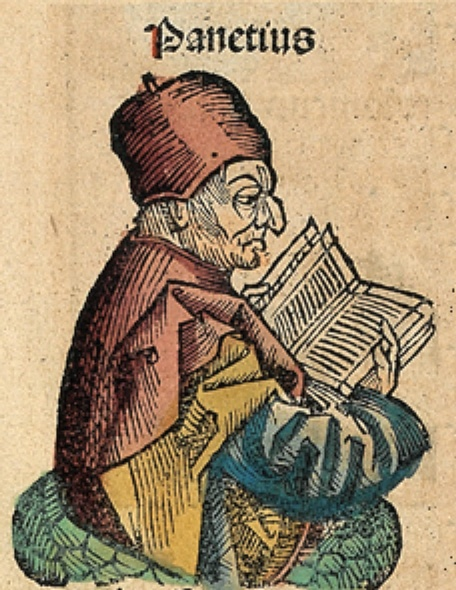
Afbeelding van de filosoof Panaetius uit de Nuremberg kroniek.

Panaetius (Oudgrieks: Παναίτιος) van Rhodos (ca. 185-180 - 110 v.Chr) was een stoïcijns filosoof.

## Leven
Panaetius heeft aan het hoofd van de Stoïsche School te Athene gestaan van 129-110 voor Chr., als opvolger van Antipater van Tarsus.
Zijn grote invloed stamt echter uit de tijd van zijn eerdere verblijf te Rome, waar hij bevriend raakte met Gaius Laelius, consul in 140 v.Chr, en Scipio de Jongere. Bij deze laatste verbleef hij als gast en vergezelde hem nadien op diens missies naar Egypte en Klein-Azië. Men kan zonder meer zeggen dat Panaetius door zijn persoonlijk aanzien de stoïcijnse leer en de Griekse filosofie in het algemeen heeft geïntroduceerd in Rome (zie ook: Scipionenkring).
Hij stierf op hoge leeftijd in Athene, omstreeks 110 v.Chr. Zijn belangrijkste leerling was Posidonius.
Geen van zijn geschriften is overgeleverd. We zijn daarom aangewezen op hetgeen latere schrijvers over hem berichten. Cicero gebruikte Panaetius' werk met name in zijn De Officiis (over de menselijke plichten), dat daarmee onze belangrijkste bron is voor Panaetius' opvattingen. Er zijn echter ook andere bronnen zoals Seneca, Nemesius, Philo, Clemens van Alexandrië en Stobaeus.

## Opvattingen
Panaetius geldt als grondlegger van de 'Midden-Stoa'. Daarmee wordt bedoeld dat hij afstand nam van bepaalde, fundamentele, opvattingen zoals die golden binnen de 'Oude Stoa' (dat wil zeggen de leer van de Stoa zoals die met name door Zeno en Chrysippos op schrift is gesteld).
Panaetius nam afstand van de Stoïsche opvatting dat de wereld periodiek door vuur verwoest wordt, en daarmee ook van het idee van de eeuwige herhaling van hetzelfde proces (niet alleen ontstaan en vergaan van de wereld, maar ook van alles wat daarbinnen gebeurt). Volgens hem was de wereld zoals wij die kennen eeuwig en onvergankelijk. Verder verwierp hij de astrologie, daarmee brekend met de stoïsche opvatting dat alles op alles invloed heeft binnen onze kosmos. Panaetius' argument hier was dat één ster in relatie tot de verschillende streken op aarde een verschillende positie inneemt, en daarom dus niet overal dezelfde invloed kan hebben.
Op ethisch gebied nuanceerde hij Chrysippus' opvatting dat de mens in overeenstemming met de natuur moet leven door in overeenstemming met de ons door de natuur gegeven uitgangspunten. Chrysippus beoogde een leven waarin de rede in ons in overeenstemming is met de rede (logos) die de wereld bestuurt en vormgegeven heeft. In Panaetius' opvatting kan men enerzijds zien dat hij ook hier minder gericht was op het benadrukken dat alles (mens en kosmos) één is, anderzijds een iets meer rekening houden met verschillen tussen individuele mensen. Verder nam hij vermoedelijk ook afstand van de opvatting dat de deugd (traditionele vertaling van het Griekse aretè, iets beter zou zijn voortreffelijkheid) op zich niet voldoende is (voor een gelukkig leven), maar dat hiertoe ook zaken als gezondheid bijdragen.